# Die Frau des Farmers
Die Frau des Farmers (Originaltitel: The Farmer’s Wife) ist eine britische Liebeskomödie von Alfred Hitchcock aus dem Jahr 1928. Der Stummfilm basiert auf dem gleichnamigen Bühnenstück des englischen Autors Eden Phillpotts.

## Handlung
Der verwitwete Bauer Samuel Sweetland möchte wieder heiraten. Zusammen mit seiner Haushälterin wählt er drei potenzielle Kandidatinnen aus, doch keine von ihnen hat Interesse, seiner Werbung zu erliegen. Schließlich stellt er fest, dass seine Haushälterin, die schon länger ein Auge auf ihn geworfen hatte, die Richtige für ihn ist.

## Hintergrund
- The Farmer’s Wife lief als Bühnenstück erfolgreich in London. Hitchcock sah sich – ähnlich wie bei der Produktion von Der Mann von der Insel Man – vor das Problem gestellt, aus dem dialoglastigen und naturgemäß statischen Theaterstück eine filmische Form zu entwickeln, die seinen Vorstellungen von Kino entsprach.
- Nach der Erkrankung des Kameramanns musste Hitchcock selbst als Kameramann einspringen und drehte weite Teile des Films selbst und kümmerte sich – so seine eigene Erinnerung – außerdem noch um die Beleuchtung.

## Kritiken

### Einschätzung Hitchcocks
„Ich kann mich nicht mehr sehr gut an The Farmer’s Wife erinnern, aber es stimmt sicherlich, dass mein Wunsch, mich durch kinoeigene Mittel auszudrücken, stimuliert wurde durch den Umstand, dass ich ein Bühnenstück verfilmte [...] Bei The Farmer’s Wife habe ich getan, was ich konnte, aber ein sehr guter Film war es nicht.“ (Alfred Hitchcock im Gespräch mit François Truffaut in Mr. Hitchcock, wie haben Sie das gemacht?)